# Kristina Magdalena Henn
Kristina Magdalena Henn (* 14. März 1977 in Trier) ist eine deutsche Autorin. Sie schreibt Drehbücher für Film und Fernsehen sowie Jugendromane.

## Leben
Kristina Magdalena Henn studierte an der Hochschule für Fernsehen und Film in München, die sie mit ihrem Kurzspielfilm Nachts ist es dunkel 2006 abschloss. Anschließend absolvierte sie  die Drehbuchwerkstatt München. Bekannt wurde sie als Autorin der Teeniekomödie Groupies bleiben nicht zum Frühstück, die unter der Regie von Marc Rothemund 2010 in die Kinos kam. Darauf folgten die Ostwind-Kinofilme, die sie mit Lea Schmidbauer schrieb, sowie die ersten drei Bände der Ostwind-Romanreihe, ebenfalls mit Lea Schmidbauer, die allesamt Bestseller wurden.
Kristina Magdalena Henn ist Mitglied der Deutschen Filmakademie. Sie lebt in München und Portugal.

## Filmografie
- 2010: Groupies bleiben nicht zum Frühstück
- 2013: Ostwind
- 2015: Ostwind 2

## Veröffentlichungen
- 2014: Ostwind – Rückkehr nach Kaltenbach
- 2015: Ostwind 2 – Das Buch zum Film
- 2015: Ostwind – Aufbruch nach Ora
- 2023: Ava – die Starke.
- 2023: Ende Juli, Anfang August
- 2025: Ava - die Starke. Ein ganzer Wald für mich.
- 2025: Ilvie und der weiße Wolf